# Muddy (Illinois)
Muddy es una villa ubicada en el condado de Saline en el estado estadounidense de Illinois. En el Censo de 2010 tenía una población de 68 habitantes y una densidad poblacional de 86,65 personas por km².

## Geografía
Muddy se encuentra ubicada en las coordenadas 37°46′1″N 88°30′50″O / 37.76694, -88.51389. Según la Oficina del Censo de los Estados Unidos, Muddy tiene una superficie total de 0.78 km², de la cual 0.78 km² corresponden a tierra firme y (0.33%) 0 km² es agua.

## Demografía
Según el censo de 2010, había 68 personas residiendo en Muddy. La densidad de población era de 86,65 hab./km². De los 68 habitantes, Muddy estaba compuesto por el 97.06% blancos, el 1.47% eran afroamericanos, el 0% eran amerindios, el 0% eran asiáticos, el 0% eran isleños del Pacífico, el 0% eran de otras razas y el 1.47% pertenecían a dos o más razas. Del total de la población el 0% eran hispanos o latinos de cualquier raza.